# Granica holendersko-niemiecka
Granica holendersko-niemiecka – granica międzynarodowa dzieląca terytoria Królestwa Niderlandów (Holandii) i Republiki Federalnej Niemiec na odcinku 577 kilometrów.

## Przebieg granicy
Początek granicy – to trójstyk granic Belgii, Holandii i Niemiec – obok góry Vaalserberg – 322 m n.p.m. (na zachód od niemieckiego miasta Akwizgran). Następnie granica przybiera kierunek północny i łagodnymi łukami biegnie równolegle do rzeki Moza (Maas), pozostawiając po stronie holenderskiej Roermond, dzielnicę Venlo – Tegelen, Groesbeek. Na wschód od Nijmegen dochodzi do Renu, przybiera tu kierunek wschodni, pozostawiając po stronie niemieckiej Emmerich am Rhein, Bocholt. Następnie biegnie w kierunku północno-wschodnim i łukami dociera na wschód od Enschede i na zachód do Nordhorn. Tu skręca w kierunku zachodnim, przecina rzekę Dinkel, przechodzi przez Kuiperberg (89 m n.p.m.), przecina rzekę Vechte, dochodzi pod Coevorden, gdzie skręca na wschód i na północ od Adorf (RFN) biegnie w kierunku północnym do zatoki Dollart, na południe od Emden (RFN) i ujściem rzeki Ems Zachodni dochodzi do Morza Północnego pomiędzy fryzyjskimi wyspami Rottumeroog (Holandia) i Borkum (RFN).

## Historia
Granica o takim przebiegu  istnieje od 1815 roku (Kongres Wiedeński), była to granica pomiędzy Królestwem Zjednoczonych Niderlandów a Związkiem Niemieckim.

### Literatura
- Wielki Encyklopedyczny Atlas Świata. Tom 4. Europa Północna, Wydawnictwo Naukowe PWN SA,Warszawa 2006. ISBN 83-01-14915-9